# Edmund Ho Hau-wah
Edmund Ho Hau-wah GOIH • GCM (chinês tradicional 何厚鏵; pinyin Hé Hòuhuá; Macau, março de 1955) é um político de Macau. Foi Chefe do Executivo da Região Administrativa Especial de Macau (RAEM) da República Popular da China (RPC) de 1999 até 2009. Desde 2010, é vice-presidente da Conferência Consultiva Política do Povo Chinês.
É o quinto filho de Ho Yin, um célebre e proeminente comerciante e líder comunitário chinês. A sua mãe, Chan Keng, é uma das 5 esposas de Ho Yin e era uma famosa cantora de ópera chinesa. É actualmente casado e tem dois filhos.

## Biografia
Fez a instrução primária em Macau e, em 1969, com 14 anos de idade, foi para o Canadá prosseguir os seus estudos. Em 1978, licenciou-se em Administração de Empresas na Universidade de York, Toronto. Em 1981, obteve a carteira profissional de revisor oficial de contas e auditor e, em 1982, foi transferido pela agência de contabilidade onde trabalhava, em Toronto, para prestar serviço em Hong Kong.
A 30 de Março de 1995 Edmund Ho foi condecorado pelo Governo de Portugal com o grau de Grande-Oficial da Ordem do Infante D. Henrique e a 8 de Junho de 2010 foi agraciado com a Grã-Cruz da Ordem do Mérito. Em 2010, foi também condecorado pelo Governo da Região Administrativa Especial de Macau com a Medalha de Honra Grande Lótus.

### Carreira profissional em Macau
Após muitos anos no estrangeiro, Edmund Ho regressa finalmente a Macau em 1983 e começou a dedicar-se à actividade empresarial, tendo também participado em acções de carácter social e caritativo.
Ele desenvolveu a sua actividade empresarial em vários domínios, como contabilidade, finanças, seguros, transportes, comunicação social, tecnologia, desenvolvimento de solos, venda de imobiliários e serviços de interesse público. 
Desempenhou as funções de:
- Administrador executivo e Director-geral do Banco Tai Fung
- Presidente do Conselho de Administração da Companhia de Transportes Urbanos de Macau (Transmac), Lda.
- Presidente do Conselho de Administração da Companhia de Seguros Luen Fung Hang, Lda.
- Vice-presidente do Conselho de Administração da Companhia do Aeroporto Internacional de Macau
- Vice-presidente da Assembleia Geral da MASC OGDEN - Serviços Aeronáuticos
- Presidente da Assembleia Geral do Centro de Produtividade e Transferência de Tecnologia de Macau
- Presidente da Assembleia Geral da Companhia Mascargo (Macau) Lda.
- Vice-presidente do Conselho de Administração da Companhia de Desenvolvimento Nam Van, Lda.
- Director-geral adjunto da Macau Cement Manufacturing, Lda.
- Presidente da Assembleia Geral da Companhia de Abastecimento de Água de Macau, Lda.
- Vice-presidente do Conselho de Administração da Teledifusão de Macau, Lda.
- Vice-presidente da Empresa de Desenvolvimento Industrial e Comercial Concord, Lda.
- Vice-presidente da Companhia de Air Macau, Ltd.

Ao longo do exercício dos referidos cargos, foi impulsionador de reformas em algumas das empresas, que ainda adoptavam uma gestão económica tradicional.
Mas, a sua carreira empresarial terminou com a sua ocupação do cargo político de Chefe do Executivo da Região Administrativa Especial de Macau. Segundo a Lei Básica da RAEM, o Chefe do Executivo tem que renunciar a todas as suas actividades lucrativas privadas, cortando relações com o mundo dos negócios.

### Participação nos assuntos cívicos e sociais
Ao longo da sua carreira profissional, principalmente a partir da década de 90, Edmund Ho participou e empenhou-se muito em muitas actividades cívicas de Macau, participando activamente em organizações e associações locais de natureza industrial, comercial, financeira, educacional, caritativa e desportiva.
Foi presidente da Direcção da Associação dos Bancos de Macau, vice-presidente da Associação Comercial de Macau, vice-presidente da Federação Chinesa de Indústria e Comércio, vice-presidente do Conselho Económico do Governo de Macau, vice-presidente do Conselho de Administração da Associação de Beneficência do Hospital Kiang Wu, vice-presidente da Associação de Beneficência Tong Sin Tong, presidente do Conselho da Universidade de Macau, vice-presidente do Conselho de Administração da Universidade de Jinan de Cantão, vice-presidente do Conselho Directivo da Escola Secundária Hou Kwong, vice-presidente do Conselho Directivo da Escola Secundária Pui Tou, vice-presidente do Conselho Directivo da Escola Secundária Kwong Tai, Presidente da Comissão Executiva do Comité Olímpico de Macau, Presidente da Associação de Artes Marciais de Macau, presidente da Assembleia Geral da Associação de Tiro de Macau e presidente da Associação de Golf de Macau.

### Carreira política
A sua participação em actividades políticas a nível nacional começou em 1986, quando foi nomeado delegado da Conferência Consultiva Política Nacional da República Popular da China (RPC). Dois anos depois, em 1988, foi nomeado deputado à Assembleia Popular Nacional da RPC onde, posteriormente, foi membro do Comité Permanente nas 8a. e 9a. legislaturas.
Edmund Ho foi também deputado à Assembleia Legislativa de Macau desde o ano de 1988. Desempenhou também o cargo de Vice-presidente desse órgão legislativo ao longo dos 11 anos da sua permanência como deputado.
Desde a data da assinatura da Declaração Conjunta Sino-Portuguesa sobre a Questão de Macau, e ao longo de 11 anos, ele contribuiu e empenhou-se muito nos trabalhos preparatórios para o retorno de Macau à República Popular da China (RPC), tendo desempenhado, em 1988, o cargo de vice-presidente da Comissão de Redacção da Lei Básica da Região Administrativa Especial de Macau e, em 1989, também o cargo de vice-presidente da Comissão Consultiva da Lei Básica da RAEM, bem como o de vice-presidente da Comissão Preparatória da RAEM. Foi igualmente coordenador da Comissão de Investimento do Fundo de Terras da RAEM.
Foi eleito por sufrágio indirecto, mais precisamente por uma "Comissão Eleitoral", para o cargo de primeiro Chefe do Executivo da Região Administrativa Especial de Macau em 15 de Maio de 1999. 9 dias depois, no dia 24, foi reconhecido e oficialmente nomeado pelo Primeiro-ministro da RPC, Zhu Rongji.
Tomou posse no dia 20 de Dezembro de 1999, durante a cerimónia da transferência de soberania de Macau para a RPC, substituindo o cargo colonial português de Governador de Macau. Em 20 de Setembro de 2004, foi novamente eleito e nomeado como segundo Chefe do Executivo da RAEM. Finalmente, no dia 20 de Dezembro de 2009, após 10 anos no cargo executivo máximo de Macau, ele cessou as suas funções como Chefe do Executivo e o seu sucessor para este cargo é Fernando Chui Sai On.
Desde 2010, Edmund Ho é vice-presidente da Conferência Consultiva Política do Povo Chinês.